# Teoría de los cuerpos
Teoría de los cuerpos es el tercer poemario de la cantante y escritora María Zahara Gordillo Campos, más conocida como Zahara en el mundo musical. El poemario fue publicado el 10 de octubre de 2019 por Verso&Cuento, la colección de la editorial Aguilar de Penguin Random House, con el título completo de Teoría de los cuerpos: Descripción explicita de la correspondencia.
En el año 2014, la cantautora ya había escrito otros dos poemarios Garabatonías y Semaforismos, y en el año 2017 la novela Trabajo, Piso, Pareja.

## Sinopsis
“Teoría de los cuerpos es una rama de la matemática que estudia las propiedades de los cuerpos. Un cuerpo es una entidad matemática para la cual la adición, sustracción, multiplicación y división están bien definidas”.
Teoría de los cuerpos es un análisis poético de las maneras de relacionarse que tienen los seres humanos: cuerpos que se mueven, se repelen y se imantan con sus iguales por razones a veces difíciles de comprender.

## Estructura
1. Prólogo de Ben Clark
2. PARTE 1: Clausura de un cuerpo
3. PARTE 2: Correspondencia de los cuerpos
4. PARTE 3: Extensión de un cuerpo